# Editrice Missionaria Italiana
Editrice Missionaria Italiana (EDM) est une maison d'édition italienne à des fins missionnaires, fondée en 1973 et basée à Vérone. Elle est l'expression éditoriale de quinze instituts missionnaires italiens qui œuvrent dans toutes les parties du monde. Dans le but de diffuser la religion chrétienne, les missionnaires s'engagent à parler la langue des pauvres, de la solidarité et du respect de la dignité de chaque personne et de chaque culture, de l'engagement pour la sauvegarde de la nature et des ressources de la Terre.

## Histoire
Dans les années 1970, EMI a été la première en Italie à épouser et à diffuser les thèmes de l'antimondialisation, de l'alternative au néolibéralisme et du boycott des multinationales. Elle a mis en avant les thèmes alors nouveaux de la faim dans le monde et de la marginalisation progressive des peuples du Sud, en diffusant les messages de Raoul Follereau, de Gandhi, de Mère Teresa, de Hélder Câmara et de Pedro Casaldáliga et en publiant des titres de Don Lorenzo Milani, Francesco Gesualdi (it) et Alex Zanotelli (it), nouveaux prophètes de la vie et de l'espoir.
Les années 1980 sont celles de la dénonciation : avec la première édition de la Lettre à un consommateur du Nord écrite par Francesco Gesualdi, s'ouvre le vaste chapitre des « Nouveaux modes de vie », qui couvre toutes les années 1990 et continue de se développer par la suite. Gesualdi montre clairement que les causes de la pauvreté de plus des deux tiers de l'humanité sont présentes dans notre monde et que nous avons entre les mains bon nombre des outils nécessaires pour contrer l'appauvrissement progressif du Sud. Dans les mêmes années, l'arrivée croissante d'immigrants a suscité un intérêt grandissant pour les questions interculturelles et l'IME s'est fait le porte-parole de ce besoin, devenant un éditeur de premier plan dans ce domaine avec les Quaderni dell'interculturalità  (« Cahiers de l'interculturalité ») et Mondialità (« Mondialité »). Les années 1990 et les premières années du nouveau millénaire ont été marquées par de nouveaux modes de vie, des informations alternatives et la finance éthique.
L'IME s'est fait connaître avec la première édition du Guide de la consommation critique produit par le Centro Nuovo Modello di Sviluppo, qui en est aujourd'hui à sa cinquième édition et qui est un best-seller proclamé de la maison d'édition, alors basée à Bologne.
EMI a désormais son siège à Vérone, est distribuée par Messaggerie, fait partie du circuit Rebeccalibri et est disponible dans les librairies traditionnelles et les boutiques de commerce équitable. Elle est présente dans les événements, festivals, foires et marchés consacrés aux thèmes de la durabilité, du dialogue interreligieux et de la solidarité avec le Sud. Elle organise également des rencontres avec des auteurs dans tout le pays.

## Ligne éditoriale
Le programme éditorial couvre « ce qui est autre géographiquement », c'est-à-dire le Sud du monde : près de 5 milliards de personnes, avec d'immenses zones de pauvreté, mais aussi avec toute sa richesse de peuples, d'histoire, de culture, de religions, qu'il raconte de multiples points de vue : théologie et histoire de la mission, vie missionnaire, interculturalisme et éducation à la diversité, questions de justice, droits de l'homme, sauvegarde de l'environnement, paix, connaissance des peuples et de leur histoire.
Au fil des ans, EMI a publié plus de mille titres, qui figurent toujours au catalogue.